# Rédei László
Rédei László (Rákoskeresztúr, 1900. november 15. – Budapest, 1980. november 21.) Kossuth-díjas matematikus, egyetemi tanár, a magyar absztrakt algebrai iskola megalapozója. A Magyar Tudományos Akadémia rendes tagja.
Kutatási területei: algebrai számelmélet, algebra, geometria.

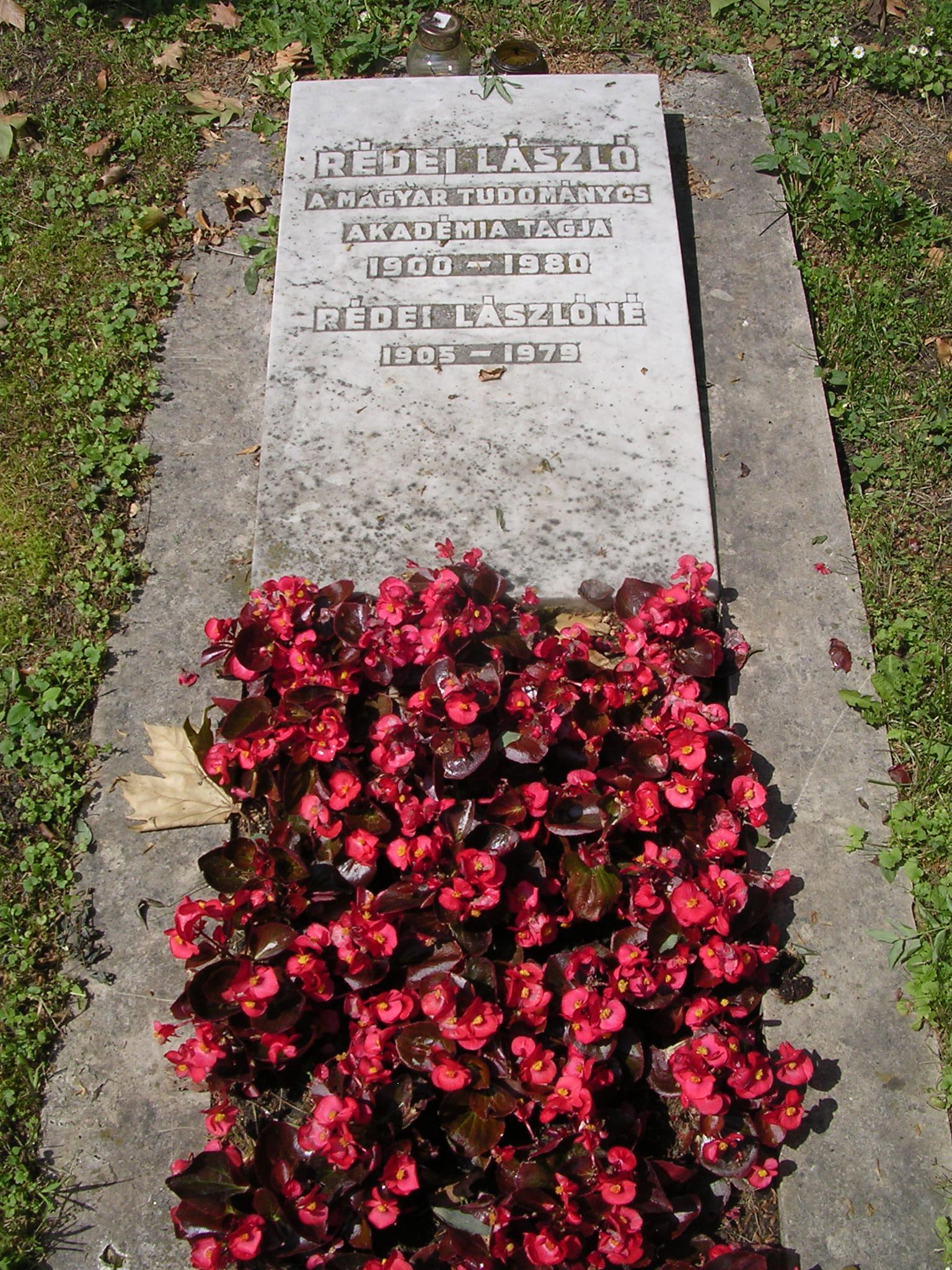
Sírja a Fiumei úti sírkert 27. MTA parcellájában

## Élete, munkássága
Rédei Imre posta és távirdai tisztviselő és Horváth Ida fiaként született. 1921-től 1940-ig középiskolai tanárként tanított Budapesten, Miskolcon és Mezőtúron. Eközben 1932-ben a debreceni Tisza István Tudományegyetemen magántanári képesítést szerzett és 1934–1935-ben Humboldt-ösztöndíjasként Göttingenben folytatott tanulmányokat. 1940-ben az Eötvös Loránd Matematikai és Fizikai Társulat Kőnig Gyula-díjjal tüntette ki.
Még abban az évben a szegedi Horthy Miklós Tudományegyetemre került, ahol 1941-ben egyetemi tanárrá nevezték ki. Először a geometriai, majd az algebra és számelméleti tanszéket vezette.
Pályafutása során közel százötven dolgozatot és öt könyvet írt. Legjelentősebb eredményeit az algebra és a számelmélet területén, a véges Abel-csoportok elméletében érte el. Tétele a magyar matematika egyik legszebb gyöngyszeme, hatásos eszköznek bizonyult az n-dimenziós euklideszi terek térfedő kockarácsainak vizsgálatánál, egyben fontos számelméleti vonatkozásai is vannak, és segítségével meglepő kódoláselméleti eredmények születtek. További eredményei a p-csoportokkal, a végesen generált félcsoportokkal, illetve a félcsoportok és gyűrűk bővítéselméletével kapcsolatosak. Rédei Lászlót az MTA 1949-ben levelező, 1955-ben rendes tagjává választotta.
Rövidebb tanulmányutakon járt az NDK-ban, az NSZK-ban, Ausztriában, a Szovjetunióban, Csehszlovákiában, Svédországban, Norvégiában, Jugoszláviában. 1967-től újra Budapestre költözött és az MTA Matematikai Kutatóintézet Algebrai Osztályát vezette.
Fia, L. B. Rédei Szegeden kezdett tanulmányait Svédországban fejezte be elméleti fizikusként. Balesetben elhunyt még apja életében, azonban a halálhírt már nem mondták el apjának, aki akkor már idős volt és beteges. Feleségével együtt a Kútvölgyi Kórház krónikus osztályára kerültek. Hosszú betegeskedés után egy infarktus következtében 1980. november 21-én hunyt el, sírja a budapesti Fiumei úti sírkert MTA parcellájában található.

## Könyvei
- Algebra I. kötet, Akadémiai Kiadó, Budapest, 1954.
- Theorie der endlich erzeugbaren kommutativenHalbgruppen, 1963.
- Begründung der euklidischen und nichteuklidischen Geometrien nach F. Klein., Budapest, 1965.
- Theorie der endlich erzeugbaren kommutativenHalbgruppen, 1970.
- Endliche p-Gruppen, Akadémiai Kiadó, Budapest, 1989[12][14]

### Szerkesztései
- Acta Mathematica Hungarica társszerkesztő, 1950-
- Semigroup Forum társszerkesztő, 1969-

## Társasági tagság
- Eötvös Loránd Matematikai és Fizikai Társaság (1922–1947)
- Bolyai János Matematikai Társaság (1947–)
- Deutsche Mathematiker Vereinigung (1934–)
- Deutsche Akademie der Naturforscher Leopoldina (1962–)

## Emlékezete

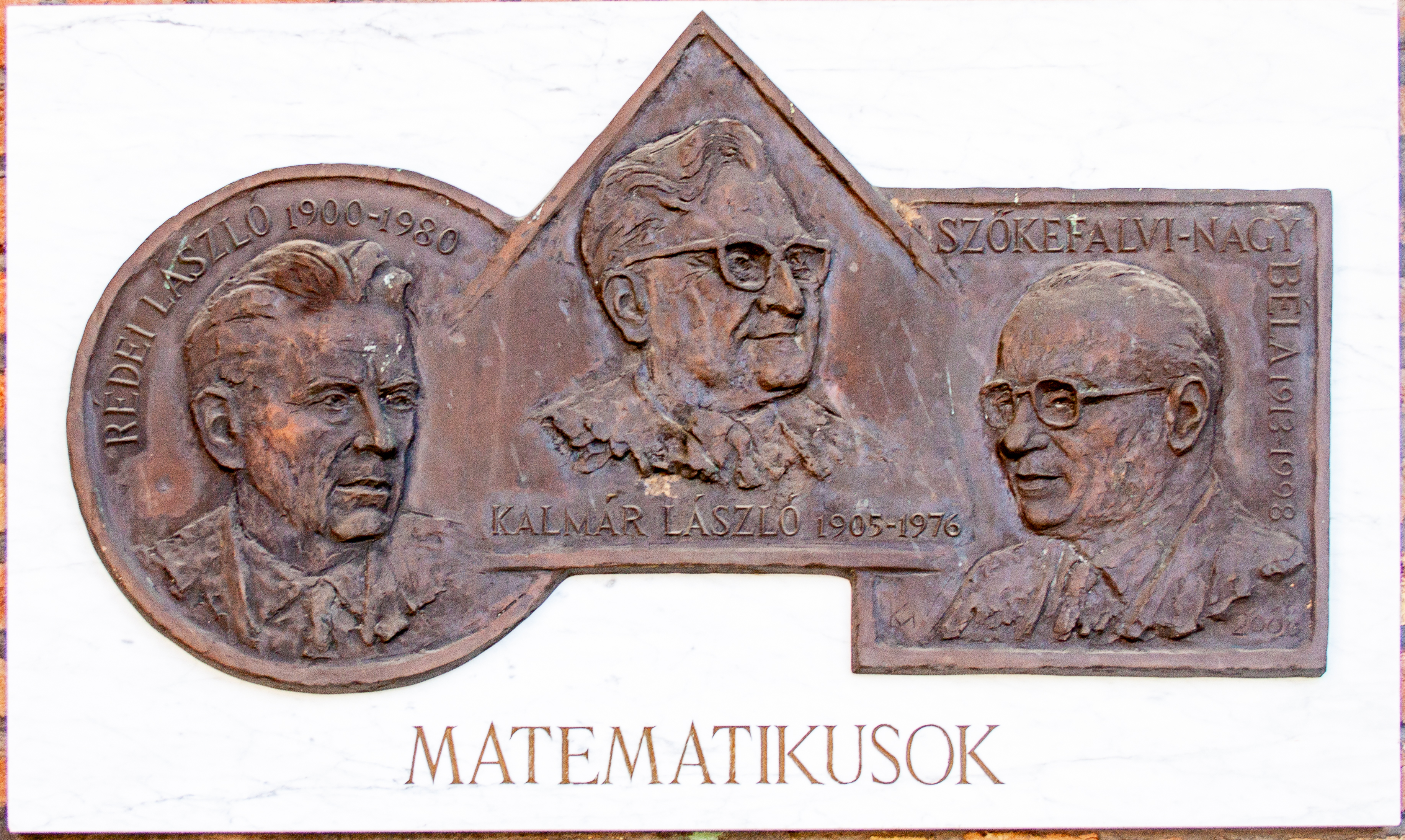
Rédei László, Kalmár László és Szőkefalvi-Nagy Béla tiszteletére készített dombormű a szegedi Dóm tér pantheonjában

Rédei László születésének 100. évfordulóján (2000-ben) a szegedi Dóm tér Nemzeti pantheonjában domborművet avattak fel Rédei László, Kalmár László és Szőkefalvi-Nagy Béla akadémikusok tiszteletére.

## Díjai, elismerései
- Kőnig Gyula-díj (1940)
- Kossuth-díj arany fokozata (1950, 1955)
- A felsőoktatás kiváló dolgozója (1954)
- József Attila-emlékérem (1970)
- Munka Érdemrend arany fokozata (1970)
- Szele Tibor-emlékérem (1973)
- Posztumusz Magyar Örökség díj (2007)[17]